# حافظ الدروبي
حافظ الدروبي (1914-1991) هو رسام عراقي، عرف بلوحاته التكعيبية. وهو أحد مؤسسين الفن التشكيلي في العراق. ولد في بغداد عام 1914. لقب بـ(رسام المدينة) لتعلقه بمدينة بغداد. كان أول ظهور فني له في عام 1931. يعتبر أول من أسس مرسم حر في العراق عام 1942. وهو عضو مؤسس لأول منظمة فنية رسمية في العراق (أصدقاء الفن)، أسسها مع كل من جواد سليم وعبد القادر الرسام وفائق حسن. وترأس جماعة (الانطباعيين العراقيين) التي شكلها في عام 1953. غلب على لوحاته الهدوء، ونقل عبرها صورة جميلة وسعيدة عن المجتمع العراقي ذلك الوقت. تعرض الدروبي لـجلطة دماغية في 23 يناير 1991 وتوفي على إثرها.

## نشأته
ولد حافظ الدروبي في محلة الصدرية في بغداد عام 1914، اكمل دراسته الثانوية في مدرسة باب الشيخ الابتدائية عام 1934. رفضت أسرته المحافظة شغفه بالرسم الذي اعتبروه «عمل شيطاني». في العشرينيات، هدده عمه بطرده بحال استمراره بالرسم. وبالرغم من ذلك، استمرت بالرسم وشراء لوازمه الفنية. ارسل في بعثة الى ايطاليا لدراسة الرسم عام 1937، عاد الى بغداد اثر نشوب الحرب العالمية الثانية قبل ان يتم دراسته الجامعية، واسس مرسما حرا اشترك فيه جميع الفنانين العراقيين انذاك. وشغل منصب عميد أكاديمية الفنون الجميلة في بغداد.
ارسل إلى انكلترا عام 1946 لاكمال دراسته وتخرج بدرجة البكالوريوس بالفن من كلية جولدسميث (جامعة لندن) عام 1950.
وبعد انتهاء دراسته عاد إلى بغداد واصبح ناشط في الوسط الفني ومساهم بتطويره. وكان الدروبي كذلك عضواً مؤسساً لجمعية أصدقاء الفن التي ضمت آنذاك كلاً من جواد سليم وفائق حسن وعبد القادر الرسام. تأسست هذه الجمعية في العام 1941 وكانت أول منظمة فنية رسمية في العراق. كانت تهدف إلى إنماء الذوق الفني لدى الجمهور العام، وتوفير مكان ثقافي للفنانين من أجل التحاور فيما بينهم حول ممارساتهم الفنية. ومن وسائل الجمعية لتحقيق هذا الغرض كان تنظيمها معارض سنوية. أتاح هذا النشاط عرض أعمال الأعضاء أمام المجتمع الفني، مما شجع النقد الفني الجماعي. عرض الدروبي بكثرة مع هذه المجموعة.
أسس الدروبي في سنة 1953 جماعة الانطباعيين وكان ذلك بمثابة امتداد لنشاطه في التربية الفنية. التزمت الجماعة بمنهج الدروبي التربوي إلى حد كبير وتألفت من طلابه وزملائه بما فيهم ضياء العزاوي. على الرغم من هذه التسمية، تناول أعضاء جماعة الانطباعيين العمل الفني من زوايا تقنية وأسلوبية مختلفة، حيث أن تناسق الأسلوب لم يكن من أهدافهم بل رموا على الأغلب إلى إنماء موقف جماعي في مجال التربية الفنية. عزز هذا الموقف روح التجريب في أوساط الجماعة وكانوا يستكشفون الحركات الأوروبية الطليعية وطريقتهم الخاصة في عرض المشهد العراقي على حد سواء.
وكان من الاساتذة الاوائل في كلية الفنون الجميلة في بغداد، واصبح عميد لكلية الفنون الجميلة. كأستاذ، لم يكن الدروبي ملتزمًا بأي أسلوب أو نوع معين بالتدريس. بدلاً من ذلك، شجع طلابه على تجربة مجموعة متنوعة من الأساليب المختلفة.
على الرغم من أنه كان رسامًا غزير الإنتاج، إلا أنه يُذكر بشكل أساسي لمساهمته في تعليم الفن، وإضفاء الطابع الاحترافي على صناعة الفن وتطوير منهج تربوي متماسك لتدريس الفن في أوائل القرن العشرين وحتى منتصفه.

## المعارض
عرض الدروبي أعماله طوال مسيرته الفنية في مختلف البلدان والأماكن، وقد عرض بكثرة مع كافة الجماعات التي انتمى إليها، بما فيها جمعية أصدقاء الفن والانطباعيين. أما المعارض الفردية، فقد أقام على الأقل ثلاثة منها، في 1941 و1951 و1972، كما عرض أعماله في معرض ابن سينا في بغداد سنة 1952. شارك في مختلف المعارض العراقية الجماعية في أوروبا وفي «معرض الفن العراقي المعاصر» في بيروت سنة 1965.
نال الدروبي جوائز عدة مما يدل على دوره الرئيسي في تأسيس الفن العراقي الحديث. إلى جانب جوائز التكريم العديدة التي تلقاها من جمعية الفنانين التشكيليين العراقيين، كان كذلك أحد أربعة فنانين فقط ممن تم تكريمهم في مهرجان الواسطي لسنة 1972.

## وفاته
توفي حافظ الدروبي في 23 يناير 1991، جراء جلطة دماغية.